# 諸永彰子
諸永 彰子（もろなが あきこ、1981年5月2日 - ）は、福岡県出身のフリーアナウンサー。圭三プロダクション所属。法政大学経済学部経済学科卒業。

## 経歴
日産自動車のPRスペシャリストを務めたのち、2009年3月から約2年間にわたりテレビ東京の情報番組『ものスタMOVE』（現：『ものスタ』。以下、ものスタと略す。）にレポーターとしてレギュラー出演。番組で共演した寺西瑞紀は日産PRスペシャリストの先輩であり、宮崎留実と北條愁子とは所属事務所が同じである。
既婚者であり、2011年5月8日に第一子（長女）を出産。2011年8月15日から8月19日までものスタに1週間限定のレポーターとして久しぶりのテレビ出演を果たし、活動を再開した。

## 出演番組
- 出没!アド街ック天国（テレビ東京、2007年1月6日、銀座中央通り[7]の回に於いて日産PRスペシャリストとして出演）
- ものスタMOVE（テレビ東京、2009年3月30日 - 2011年2月25日、2011年8月15日 - 8月19日）-レポーター
- 7スタLIVE（テレビ東京、2012年3月13日、2012年10月からはレギュラー出演）
- 三宅裕司 みんなのヒット!ベスト20+10（ニッポン放送）

## 日産PRスペシャリストとしての活動
- 東京モーターショー日産自動車ブース担当MC
- フジテレビ・お台場冒険王日産自動車ブース担当MC